# Purhanrauma
Purhanrauma är ett sund i Finland. Det ligger i landskapet Egentliga Finland, i den sydvästra delen av landet, 170 km väster om huvudstaden Helsingfors.
Purhanrauma ligger mellan Purha i söder och Aaslaluoto i norr.